# NGC 950
NGC 950 è una galassia a spirale barrata situata nella costellazione della Balena, a una distanza di circa 215 milioni di anni luce dalla nostra Via Lattea.

## Scoperta
La galassia è stata scoperta nel 1886 dall'astronomo statunitense Ormond Stone.

## Descrizione
NGC 950 ha una classe di luminosità II.

## Gruppo di NGC 945
NGC 950 fa parte di un gruppo di galassie composto da almeno 7 membri, il Gruppo di NGC 945. Oltre a NGC 950 e NGC 945, le altre galassie del gruppo sono NGC 948, NGC 977, MCG -2-7-20, MCG -2-7-32 e MCG -2-7-33.